# 英語の第二公用語化
英語の第二公用語化（えいごのだいにこうようごか）とは、1999年3月に内閣総理大臣・小渕恵三が設立した首相の私的諮問機関『「21世紀日本の構想」懇談会』が2000年1月に発表した21世紀日本の構想のなかで示した言語計画。英語を日本の第二公用語とする構想のこと。構想段階であって、公用語化に向けた具体的で進行中の計画があるわけではない。
現実に国際共通言語の一番手として機能している英語を"公用語"と位置づけることで、その習得・利用を促し、日本人の英語力および非日本語話者との意思疎通能力の向上を目的としたものであるが、一方で日本独自の歴史的・文化的な経緯や背景を軽んじ他国の制度（言語）を導入する観点からの根強い慎重論もある。
実際に英語を日本の公用語にすること自体には反対論が多く実現の見込みはたっていないが、文部科学省が小学校の英語必修化を打ち出すなど、英語教育の拡充を図る動きは定着している。保守派の中には「国語（日本語）教育が疎かになる」などと主張して英語の公用語化は勿論、英語教育の徹底化にも反対している者もいる。

## 各国の現状
英語を公用語に制定している国はかつての英米の統治を経験している国ばかりであり、英米による統治を経験していない国で英語を公用語にしている国は、ルワンダ以外に無い。また、一部の英米による統治を経験していない国も教授言語に英語を採用しているが、母国語での教育環境整備が整っていないのが主な理由である。英語を流暢に話せる国民が多いスウェーデンやノルウェーなどの北欧諸国やオランダなどでも英語は公用語には制定されておらず、移住者はそれぞれの言語の習得が必須義務となっており、行政や社会サービスにおいても当然ながら英語ではなく各国語で行われ、英語のみを解するものが永住権や国籍を取得することはまず不可能である。
- 英米の統治を経験していないが英語を公用語にしている国
  -  ナミビア・・・旧ドイツ植民地。旧南ア委任統治領。英語が唯一の公用語だがアフリカーンス語が主流。一部領土は旧イギリス領。旧宗主国の南アフリカはイギリス統治の影響で英語を公用語としている。
  -  ルワンダ・・・長年の間ベルギー植民地以来フランス語が主流。ルワンダ語がほぼ100%の国民の母国語。カガメ大統領の命令によりフランス語圏から英語圏へと脱皮が図られている。

- 英語は公用語でないが初等もしくは中等教育において、教授言語が英語である非英米植民地国家
  -  ブータン・・・多言語国家であり、母国語であるゾンカ語の教育環境が整っておらず、英語圏である隣国インドから英語を話す教師を容易に確保できるのが理由。かつてイギリスの保護領であったのも理由の一つ。
  -  エチオピア・・・旧イタリア植民地。多言語国家であり、教育環境が整っていないために中高等教育では教授言語が英語となる。初等教育は各民族語で行われる。
  -  エリトリア・・・旧イタリア植民地。多言語国家であり、教育環境が整っていないために中高等教育では教授言語が英語となる。初等教育は各民族語で行われる。

- 一時的に英語を公用語にしていたが、その後除外された非英米植民地国家
  -  マダガスカル・・・フランス語圏。2007年に英語を公用語に追加したが、2010年に除外。

- 英語を公用語にすることを検討中の非英米植民地国家
  -  日本・・・上記のように政府や有識者の間で第二公用語化論は根強くある。

## 関連書籍
- 中條高徳 (2001)、『おじいちゃん日本のことを教えて　孫娘からの質問状』、致知出版社 ISBN 4-88474-605-8
- 井上史雄 (2001)、『日本語は生き残れるか　経済言語学の視点から』、PHP研究所 ISBN 4-569-61727-1
- 大野晋、森本哲郎、鈴木孝夫 (2001)、『日本・日本語・日本人』、新潮社 ISBN 4-10-603504-9
- 安田敏朗 (2003)、『脱「日本語」への視座』、三元社 ISBN 4-88303-120-9
- 船橋洋一 (2000)、『あえて英語公用語論』、文藝春秋 ISBN 4-16-660122-9
- 藤原正彦 (2003/2006)、『祖国とは国語』、講談社 ISBN 4-06-211712-6 新潮社 ISBN 4-10-124808-7
- 鈴木義里、中公新書ラクレ編集部 (2002)、『論争・英語が公用語になる日』、中央公論新社 ISBN 4-12-150032-6
- 飛田良文、佐藤武義 [編] (2001)、『現代日本語講座1 言語情報』、明治書院 ISBN 4-625-41305-2

## 関連記事
- 英語帝国主義
- 国際英語論
- 国語外国語化論